# إيريكو فيريسيمو
إيريكو فيريسيمو (بالبرتغالية: Erico Verissimo‏) (كروز ألتا، 17 كانون الأول من 1905 - بورتو أليغري، 28 تشرين الثاني من 1975) (بالبرتغالية Érico Veríssimo)، روائي وقصّاص وكاتب مذكرات وكذلك مؤلف كنب للأطفال.

## عن حياته
ولد في كروز آلتا، في مقاطعة ريو غراندي دو سول لعائلة غنية أفلست، كان إريكو فيريسيمو ابن الصيدلي سيباستياو فيريسيمو دا فونسيكا (1880-1935)وأمه ربة منزل أبيغاهي لوبيس (دونا بيجا). أتم دراسته الثانوية في بورتو أليغري وعرف حينها المنازعات الأولى مع والده. اكتشف جول فيرن، نشر صحيفة صغيرة (كاريكاتور 1914) وأغرم بالروائي البرتغالي إيسا دو كيروس. وفي سنوات 1920 تعرف على مونتيرو لوباتو، وترجم من الإنجليزية قصائد لرابندرانات طاغور وعمر الخيام، ونشر أول ثلاث حكايات. ومنذئذ كرس نفسه للأدب وهو يذهب غالبًا إلى الولايات المتحدة مدعوًا تارة من وزارة الخارجية وتارة من مؤسسات مثل جامعة كاليفونيا وكلية مايلز (mills college) في أوكلاند. ظل ثلاث صنوات مديرًا للشؤون الثقافية في الاتحاد الأمريكي (OEA) وقام بعدة رحلات إلى أوروبا. وسياسيًا، فإنه ذو اتجاه اشتراكي، مدينًا بشدة النظام الذي أقامه جيتولو فارغاس (1935-1945) والدكتاتورية العسكرية البرازيلية (1964-1984) وكذلك غزو هنغاريا من قبل فرق سوفييتية وأيضًا القصف الأمريكي لفيتنيام. كان مدافعًا عن حرية التعبير.

## إنتاجه الأدبي
يتضمن نتاجه الأدبي الكبير والمتنوع جدًا روايات وحكايات ومذكرات وأقاصيص عن الرحلات. لكن رواياته هي التي شهرته بشكل خاص ويمكن تمييز ثلاث مراحل فيها: تبدأ الأولى بكتاب «قراكوزات، 1932» أعقبتها خلقة روائية تتضمن (كلاريسا 1933) (طرق متقاطعة، 1935) (موسيقى بعيدة، 1935) (مكان للشمس، 1936) و (ساغة، 1940). وظهرت له أيضًا مجموعة حكايات ومقالات عام 1942 بعنوان (يدا ولدي)، وروايتين جديدتين ختمتا هذه المرحلة الأولى: (انظروا زنابق الحقول، 1938) و (الباقي سكوت، 1942). حتى ولو أن حبكة «ساغة» تجري جزئيًا في إسبانيا، فإن إيريكو فيريسيمو يصف في كتبه هذه مجتمع بورتو آليغري عاصمة ريو غراندي دو سول. استخدم تقنيات تأليف مثل الطباق والارتجاع الفني (flash-back)، تعلمها في ممارسته للترجمة وفي مخالطته لمؤلفين مثل آلدوس هوكسلي وكاترين مانسفليد.
طبعت المرحلة الثانية بـ (الزمن والريح) وهي ثلاثية تتضمن (القارة، 1949)، وهي الاسم القديم لمنطقة «ريو غراندي دو سول»؛ (الصورة، 1949)، و (الأرخبيل، 1961). كتب إيريكو فيريسيمو فيها ثانية تاريخ ريو غراندي دو سول من الأصل (1745) حتى (1945). وبالرغم من أن الروايات الثلاث التي تؤلف هذه الثلاثية غير متساوية، تبقى هذه «الساغة» واحدة من أهم الأعمال في الأدب البرازيلي. إن أول رواية من الروايات الثلاث القارة هي تحفة إيريكو فيريسيمو الفنية. إنها مصوغة «كفسيفساء من الاستشهادات» (جوليا كريستيفا)، مصنوعة من اجزاء روائية ونصوص خاصة بتقاليد بلد الغوشو وبديانته وعاداته وأمثاله وخرافاته وقصصه التاريخية، أُدرج كل ذلك في تسلسل تاريخي لم تُستبعد منها أشكال استطرادية أخرى ذات أصل معرفي. ورغم طابعها العالمي، أصبحت «القارة» كمصنف شامل يلخص كل أدب الغوشو، ضارية جذورها في التراث الشعبي وفي الآداب المعرفية في آنٍ معًا. وتنتمي (الليل، 1954) إلى نفس المرحلة، وهي قصة استخُدمت فيها أساليب تجميعية أوضحها التحليل النفساني. والمرحلة الثالثة هي مرحلة أعمال أكثر التزامًا: (السيد السفيرة، 1965)، وهي قصة خيالية تقع أحداثها في بلد أمريكي جنوبي فب ظل نظام كُلياني، (السجين، 1967) الذي أبلغ فيها عن غزو الجيش الأمريكي لفيتنام، و (حادث آنتارس) وهي هجاء للدكتاتورية العسكرية البرازيلية.
إيريكو فيريسيمو مؤلف كتب أطفال وقصص رحلات أيضًا. ومن بين هذه الأخيرة يمكن الاستشهاد بـ (قط أسود في حفل ثلج، 1946، (عودة القط الأسود، 1946)، (مكسيكو، 1957)، (إسرائيل في شهر نيسان) وآخر نص له هو (عزف على الكلارينيت، 1973) و (1976) وهو ترجمة لسيرته الذاتية.

## روابط خارجية
- إيريكو فيريسيمو على موقع IMDb (الإنجليزية)
- إيريكو فيريسيمو على موقع الموسوعة البريطانية (الإنجليزية)
- إيريكو فيريسيمو على موقع قاعدة بيانات الفيلم (الإنجليزية)